# Кубок Европы по легкоатлетическим многоборьям 2010
Кубок Европы по легкоатлетическим многоборьям 2010 года прошёл 26—27 июня на стадионе «Кадриорг» в Таллине, столице Эстонии. В те же сроки в нидерландском Хенгело состоялся турнир в Первой лиге, а в израильском Тель-Авиве — во Второй лиге. Участники боролись за командную победу в соревнованиях мужчин и женщин.
Каждая команда была представлена четырьмя спортсменами. Всего на старт вышли 64 многоборца из 11 стран. Лучшие сборные в командном зачёте определялись по сумме результатов трёх лучших участников. Две худшие команды по итогам соревнований теряли право участвовать в Суперлиге на следующий год.

## Результаты

### Командное первенство
| Место | Команда                                                                             | Очки                  | Общая сумма |
| ----- | ----------------------------------------------------------------------------------- | --------------------- | ----------- |
| 1     | Эстония · Микк Пахапилл · Андрес Рая · Микк-Михкел Арро · Тармо Рийтмуру            | 8198 8023 7525 (7407) | 23746       |
| 2     | Россия · Александр Табала · Александр Кислов · Михаил Логвиненко · Александр Зябрев | 7718 7652 7372 (DNF)  | 22742       |
| 3     | Франция · Ромен Баррас · Маттиас Серлати · Франк Логель · Флориан Жеффруэ           | 8313 7541 6702 (4679) | 22556       |
| 4     | Беларусь                                                                            |                       | 22273       |
| 5     | Финляндия                                                                           |                       | 21981       |
| 6     | Украина                                                                             |                       | 21935       |
| 7     | Швеция                                                                              |                       | 21839       |
| 8     | Испания                                                                             |                       | 19774       |

| Место | Команда                                                                                 | Очки                  | Общая сумма |
| ----- | --------------------------------------------------------------------------------------- | --------------------- | ----------- |
| 1     | Франция · Мариса Де Анисето · Ясмина Омрани · Бландин Месонье · Антуанетта Нана Джиму   | 6010 5979 5665 (DNF)  | 17654       |
| 2     | Чехия · Элишка Клучинова · Катержина Цахова · Яна Корешова · Люцие Ондрашкова           | 5920 5908 5574 (5287) | 17402       |
| 3     | Россия · Александра Бутвина · Надежда Сергеева · Екатерина Большова · Светлана Ладохина | 5990 5661 5650 (DNF)  | 17301       |
| 4     | Украина                                                                                 |                       | 17257       |
| 5     | Эстония                                                                                 |                       | 17233       |
| 6     | Великобритания                                                                          |                       | 16890       |
| 7     | Польша                                                                                  |                       | 16575       |
| 8     | Швеция                                                                                  |                       | 16083       |

Курсивом выделены участники, чей результат не пошёл в зачёт команды

### Индивидуальное первенство
| Место | Атлет            | Страна   | Очки |
| ----- | ---------------- | -------- | ---- |
| 1     | Ромен Баррас     | Франция  | 8313 |
| 2     | Микк Пахапилл    | Эстония  | 8198 |
| 3     | Андрес Рая       | Эстония  | 8023 |
| 4     | Эдуард Михан     | Беларусь | 7742 |
| 5     | Евгений Никитин  | Украина  | 7724 |
| 6     | Александр Табала | Россия   | 7718 |
| 7     | Александр Кислов | Россия   | 7652 |
| 8     | Маттиас Серлати  | Франция  | 7541 |
| 9     | Микк-Михкел Арро | Эстония  | 7525 |
| 10    | Петтер Ульсон    | Швеция   | 7470 |

| Место | Атлет               | Страна         | Очки |
| ----- | ------------------- | -------------- | ---- |
| 1     | Анна Мельниченко    | Украина        | 6098 |
| 2     | Мариса Де Анисето   | Франция        | 6010 |
| 3     | Александра Бутвина  | Россия         | 5990 |
| 4     | Ясмина Омрани       | Франция        | 5979 |
| 5     | Каролина Тыминьская | Польша         | 5938 |
| 6     | Элишка Клучинова    | Чехия          | 5920 |
| 7     | Катержина Цахова    | Чехия          | 5908 |
| 8     | Грит Шадейко        | Эстония        | 5810 |
| 9     | Грейс Клементс      | Великобритания | 5755 |
| 10    | Мари Клауп          | Эстония        | 5739 |

## Первая лига
Соревнования в Первой лиге состоялись 26—27 июня в нидерландском Хенгело.
| Место | Команда        | Общая сумма |
| ----- | -------------- | ----------- |
| 1     | Польша         | 22884       |
| 2     | Чехия          | 22123       |
| 3     | Великобритания | 21991       |
| 4     | Швейцария      | 21649       |
| 5     | Италия         | 21494       |
| 6     | Нидерланды     | 20955       |
| 7     | Венгрия        | 20734       |
| 8     | Румыния        | 18609       |

| Место | Команда    | Общая сумма |
| ----- | ---------- | ----------- |
| 1     | Греция     | 16995       |
| 2     | Нидерланды | 16728       |
| 3     | Италия     | 16705       |
| 4     | Беларусь   | 16691       |
| 5     | Швейцария  | 16515       |
| 6     | Венгрия    | 16069       |
| 7     | Испания    | 16032       |
| 8     | Австрия    | 13696       |

## Вторая лига
Соревнования во Второй лиге состоялись 26—27 июня в Тель-Авиве, Израиль.
| Место | Команда | Общая сумма |
| ----- | ------- | ----------- |
| 1     | Бельгия | 22176       |
| 2     | Греция  | 21070       |
| 3     | Израиль | 20302       |

| Место | Команда   | Общая сумма |
| ----- | --------- | ----------- |
| 1     | Финляндия | 16660       |
| 2     | Норвегия  | 15746       |
| 3     | Румыния   | 15544       |